# Torquigener hypselogeneion
Torquigener hypselogeneion е вид лъчеперка от семейство Tetraodontidae. Видът не е застрашен от изчезване.

## Разпространение и местообитание
Разпространен е в Американска Самоа, Индия, Индонезия, Кения, Китай, Малайзия, Маршалови острови, Мозамбик, Нова Каледония, Папуа Нова Гвинея, Провинции в КНР, Самоа, САЩ (Хавайски острови), Сейшели, Соломонови острови, Тайван, Танзания, Филипини, Хонконг, Южна Африка и Япония.
Обитава полусолени водоеми и морета. Среща се на дълбочина от 0,5 до 124 m, при температура на водата от 18,5 до 24,7 °C и соленост 34,9 – 35,3 ‰.

## Описание
На дължина достигат до 10 cm.